# Бурые бородастики
Бурые бородастики (лат. Caloramphus) — род птиц из семейства бородастиковых. Обитают на Борнео, в Малайзии, Мьянме, Таиланде и на Суматре.

## Классификация
Ранее род Caloramphus считался монотипическим, с одним видом (C. fuliginosus) и двумя подвидами (C. f. fuliginosus и C. f. hayii). Филогенетическое исследование 2013 года позволило повысить последний подвид до отдельного вида.

## Виды
По данным базы Международного союза орнитологов в составе рода Calorhamphus выделяют 2 вида:
- Caloramphus fuliginosus — Бурый бородастик
- Caloramphus hayii